# Sona-Bata
Sona-Bata (autrefois Nsona-Mbata) est une localité de la province du Bas-Congo en République démocratique du Congo. Elle a été fondée à la fin du XIXe siècle par les scheutistes qui y construisent l'église Notre-Dame-des-Sept-Douleurs (ils sont remplacés en 1910 par les rédemptoristes belges), et les filles de la Charité qui ouvrent un orphelinat et une école. La localité fait partie du diocèse de Matadi.

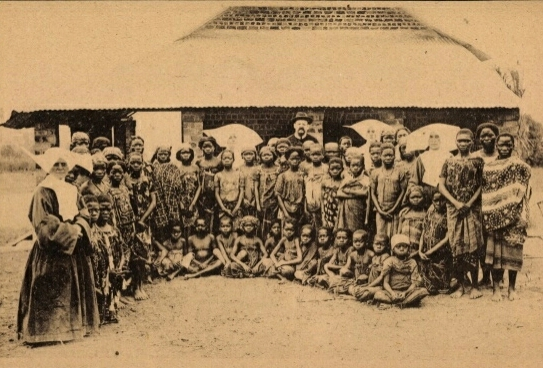
Premières filles de la Charité avec les pères rédemptoristes et les enfants de Nsona-Mbata, années 1910.

## Géographie
Elle est située à 80 km de Kinshasa, faisant partie du district de la Lukaya. 

## Personnalités
Le musicien François Luambo Makiadi, connu sous le nom de Franco, y est né en 1938. Un bon nombre de célébrités, tels que l'essayiste réformiste et acteur politique Gaspard-Hubert Lonsi Koko, qui y possède des propriétés, contribuent à la renommée de cette ville.